# Nasser Chamed
Nasser Chamed (n. 4 octombrie 1993, Lyon, Franța) este un fotbalist comorez și francez liber de contract, care joacă pe post de mijlocaș lateral. Pe plan internațional, are prezențe la națională pentru Comore.